# Wachenroth
Wachenrother en købstaqd (markt) i Landkreis Erlangen-Höchstadt i Regierungsbezirk Mittelfranken i den tyske delstat Bayern. Wachenroth ligger ca. 20 kilometer nordvest for Erlangen i dalen til floden Reiche Ebrach ved den sydlige udkant af Steigerwald.

## Geografi
Nabokommuner er (med uret fra nord):

Mühlhausen, Lonnerstadt, Vestenbergsgreuth, Schlüsselfeld

## Bydele
- Buchfeld
- Warmersdorf
- Weingartsgreuth
- Horbach
- Reumannswind
- Volkersdorf
- Oberalbach
- Unteralbach
- Eckartsmühle